# Audilio Aguilar Aguilar

Wappen von Audilio Aguilar Aguilar

Audilio Aguilar Aguilar (* 4. August 1963 im Verwaltungsdistrikt Canazas, Provinz Veraguas, Panama) ist ein römisch-katholischer Geistlicher und Bischof von Santiago de Veraguas in Panama.

## Leben
Aguilar studierte Philosophie am Großen Seminar in Guayaquil (Ecuador) und Katholische Theologie am Seminar San José (Costa Rica). Am 4. August 1990 wurde er zum Priester geweiht. Danach studierte er in Rom Kirchenrecht an der Päpstlichen Lateranuniversität. Außerdem war er unter anderem Pfarrvikar und Spiritual am Kleinen Seminar der Diözese, Pfarrer in Canazas, geistlicher Begleiter der Bewegungen Cursillo und Comunione e Liberazione, Ausbilder im Großen Seminar „San José“ und Beigeordneter Sekretär der Bischofskonferenz in Panama, Kanzler der Diözese und Pfarrer in Sona (Diözese Santiago de Veraguas). Seit 2003 war er Pfarrer der Pfarrei San Miguel Arcangel und Richter am Kirchengericht in Panama.
Papst Benedikt XVI. ernannte ihn am 18. Juni 2005 zum Bischof von Colón-Kuna Yala. Die Bischofsweihe spendete ihm der Apostolische Nuntius in Panama, Giambattista Diquattro, am 6. August desselben Jahres. Mitkonsekratoren waren der Erzbischof von Panama, José Dimas Cedeño Delgado, und der Altbischof von Colón-Kuna Yala, Carlos María Ariz Bolea CMF.
Am 30. April 2013 ernannte Papst Franziskus Aguilar zum Bischof von Santiago de Veraguas. Die Amtseinführung folgte am 30. Juni desselben Jahres.

## Weblink
- Eintrag zu Audilio Aguilar Aguilar auf catholic-hierarchy.org

| Vorgänger                   | Amt                                         | Nachfolger                    |
| --------------------------- | ------------------------------------------- | ----------------------------- |
| Oscar Mario Brown Jiménez   | Bischof von Santiago de Veraguas seit 2013  | —                             |
| Carlos María Ariz Bolea CMF | Bischof von Colón/Colón-Kuna Yala 2005–2013 | Manuel Ochogavía Barahona OSA |

| Personendaten    | Personendaten                                              |
| ---------------- | ---------------------------------------------------------- |
| NAME             | Aguilar, Audilio                                           |
| KURZBESCHREIBUNG | panamaischer Geistlicher, Bischof von Santiago de Veraguas |
| GEBURTSDATUM     | 4. August 1963                                             |
| GEBURTSORT       | Verwaltungsdistrikt Canazas, Provinz Veraguas, Panama      |